# モスクワ交響楽団
モスクワ交響楽団（モスクワこうきょうがくだん、露: Московский симфонический оркестр、英: Moscow Symphony Orchestra）は、1989年に設立されたモスクワを拠点とするロシアのオーケストラである。公的補助を受けない演奏団体であり、同じような名称のモスクワ国立交響楽団、モスクワ国立アカデミー交響楽団とは別団体である。

## 概要
ソビエト連邦からの亡命者であるエレンとマリーナのレヴィン姉妹により設立された。元々はイギリスのロックバンドと世界ツアーを行うために結成されたオーケストラだったが、ツアー自体が中止となり、団員の去就について責任を感じた姉妹により常設のオーケストラとしてモスクワで活動することとなった。同時期に創設された同じ私設オーケストラであるロシア・ナショナル管弦楽団に比べ、知名度もなく当初は資金面でも苦戦を強いられたが、1992年にマルコ・ポーロ及びその姉妹レーベルであるナクソスとの契約を締結することができ、活発な録音活動を行うようになった。また、録音に起用されオーケストラと意気投合した指揮者のアントニオ・デ・アルメイダの尽力もあり、世界的食品会社であるネスレを出資者として獲得することに成功し、1996年より同社を総合スポンサーとするモスクワ音楽院大ホールでのコンサートを毎年開催している。また、2009年にはガスプロム・ゲルマニアの支援によるドイツ公演も行っている。
アルメイダは1993年に芸術監督に就任し1997年に亡くなるまで同職を務めた。アルメイダの死後は頻繁に協演を行っていたウラディーミル・ジーヴァが首席指揮者を経て2000年に芸術監督となった。また、首席客演指揮者をイグナート・ソルジェニーツィン（作家アレクサンドル・ソルジェニーツィン次男）が務めている。録音は、歴代の芸術監督に加え、ドミトリ・ヤブロンスキー、アレクサンドル・アニシモフ、イーゴリ・ゴロフチン等と行っており、ウィリアム・ストロンバーグ指揮によるハリウッド黄金期の映画音楽シリーズにも起用されている。
2012年1月に芸術監督に就任したアルトゥール・アルノルトは、ソ連時代に弾圧された作曲家アレクサンドル・モソロフの研究を推進し、オーケストラと共にモソロフの『交響曲第5番』と『ハープ協奏曲』をナクソスに録音した。以降も作品の録音を継続するというアナウンスがなされているが、ロシアのウクライナ侵攻を受けて2022年3月にアルノルトは芸術監督を辞任している。
2025年6月現在、オーケストラの公式サイトは有効期限切れの状態にある。

## 歴代芸術監督
- アントニオ・デ・アルメイダ(1993年 - 1997年)
- ウラディーミル・ジーヴァ(2000年 - 2009年)
- アルトゥール・アルノルト(2012年 - 2022年)